# Роуздејл (Вашингтон)
Роуздејл (енгл. Rosedale) насељено је место без административног статуса у америчкој савезној држави Вашингтон.

## Демографија
По попису из 2010. године број становника је 4.044.
| Група             | 2000.    | 2010.         |
| Белци             | 0 (0,0%) | 3.407 (84,2%) |
| Афроамериканци    | 0 (0,0%) | 166 (4,1%)    |
| Азијати           | 0 (0,0%) | 74 (1,8%)     |
| Хиспаноамериканци | 0 (0,0%) | 200 (4,9%)    |
| Укупно            | 0        | 4.044         |